# Rataje (Tábori járás)
Rataje település Csehországban, a Tábori járásban. Rataje Bernartice, Stádlec, Haškovcova Lhota, Dobronice u Bechyně és Radětice településekkel határos. Lakosainak száma 214 fő (2024. január 1.).

## Népesség
A település lakosságának változását az alábbi diagram mutatja:
| Lakosok száma | 588  | 518  | 522  | 337  | 259  | 200  | 204  | 196  | 199  | 214  |
|               | 1869 | 1890 | 1921 | 1950 | 1980 | 2001 | 2017 | 2019 | 2022 | 2024 |